# Moviment Democràtic Turcman al Kurdistan
Moviment Democràtic Turcman o Moviment Democràtic Turcman al Kurdistan (Turkmen Democratic Movement o Turkmen Democratic Movement in Kurdistan; turc: Bzutnewey Dimokrati Turkoman le Kurdistan) és una organització política turcman dirigida per Karkhi Najmaddin Alti Barmagh Nureddin. Es va formar el 2004 amb antic membres del Front Turcman Iraquià oposats a la influència turca a l'organització. Progressivament es va acostar a les tesis del govern regional del Kurdistan especialment sobre Kirkuk i a les eleccions kurdes del 25 de juliol 2009 va anar en la llista unida kurda junt amb els partits de l'Associació Nacional Turcman i van aconseguir tres diputats.